# Château-ferme de Sterpigny
Le château-ferme de Sterpigny est un bâtiment classé situé à Sterpigny dans la commune de Gouvy en province de Luxembourg (Belgique). 

## Localisation
Le château-ferme est situé le long de la rue principale (route nationale 827) du village ardennais de Sterpigny, aux nos 18/19.

## Historique
L’endroit était déjà connu sous l’Antiquité comme l’ont démontré des fouilles archéologiques. Deux girouettes en fer forgé et ajouré aux lettres et chiffres M.V.B OU D?/1606 sont les éléments datés les plus anciens du bâtiment. L'échauguette repose sur des corbeaux de bois et une porte cloutée sur laquelle se devinent les millésimes 1717 et 1723. Les bâtiments formaient une ferme en carré avec une cour intérieure fermée avant qu'une grande partie de l'aile ouest ne soit détruite en 1944 pendant la Bataille des Ardennes. Le château-ferme est entièrement restauré en 2007.

## Description
Les bâtiments sont érigés en pierres blanchies de schiste d'Ardenne L'aile nord longeant la voirie mesure approximativement 45 mètres. Plusieurs éléments architecturaux jalonnent cette construction. Une tour circulaire de deux niveaux occupe l'angle occidental. Elle est étonnamment surmontée par une toiture d'ardoises à quatre pans. À l'opposé, l'angle oriental abrite une échauguette. À droite du porche d'entrée en arc en plein cintre, se dresse un crucifix en bois .

## Classement et protection
Les façades et les toitures du château-ferme à Sterpigny ainsi que le vieux christ à route et l'ensemble formé par le château-ferme et ses abords sont repris sur la liste du patrimoine immobilier classé de Gouvy depuis le 16 juin 1988. La partie sud de la grange du château-ferme, à Sterpigny, commune de Gouvy dont les façades et toitures ainsi que le vieux christ à route ont été classés par arrêté de l'Exécutif du 16 juin 1988 ainsi que la parcelle qui constitue une extension du site site classé par arrêté de l'Exécutif du 16 juin 1988 sont repris sur la liste du patrimoine immobilier classé de Gouvy depuis le 9 décembre 1991.

## Activités
Sous le nom de Manoir de Sterpigny, le château-ferme abrite des gîtes ruraux